# 信濃平スキー場
信濃平スキー場（しなのだいらスキーじょう）は、長野県飯山市外様地区、黒岩山山麓にかけて存在したスキー場。

## 概要
1956年、黒岩山一帯が全日本スキー選手権および国民体育大会スキー競技長野県予選の会場となった。これを契機に周辺住民らが冬季の働き場としてスキー場に着目、黒岩観光協会が設立されて1960年には前身となる黒岩スキー場が開設された。スキーブームの追い風を受けて入れ込み者数は年々増加、1992年には12万7000人超とピークを迎えたが、その後は徐々に減少。地元負担で運営されていたスキー場という性格もあったため、2001年に赤字の拡大を防ぐために廃業が選択された。跡地では、新たな冬場の観光振興事業として地域主導により「かまくらの里」がオープンしている。

## 雪崩
スキー場内では、しばしば雪崩が発生して人的被害も生じた。
- 1970年3月7日 - 第二リフト付近で雪崩が発生。リフト鉄柱が倒れ、リフトに乗っていた1人が死亡。
- 1978年2月3日 - 長さ700m、幅20mの表層雪崩が発生。第二リフト上部の監視小屋が吹き飛ばして流下、リフト下部にあったレストハウスに達して中に居た4人が負傷[3]。
- 1985年1月5日 - 第二ゲレンデ上部で表層雪崩が発生。25人巻き込まれ1人が死亡。スキー場が一時閉鎖される。